# Agonandra peruviana
Agonandra peruviana är en tvåhjärtbladig växtart som beskrevs av P. Hiepko. Agonandra peruviana ingår i släktet Agonandra och familjen Opiliaceae. Inga underarter finns listade i Catalogue of Life.